# Sankt Michael im Lungau
St. Michael im Lungau (v místním dialektu Michee, česky Svatý Michal v Lungau) je vysokohorská obec, městys v rakouské spolkové zemi Salcbursko, v okrese Tamsweg.
K 1. lednu 2025 zde žilo 3 527 obyvatel.

## Poloha
St. Michael leží v údolí Lungau na úpatí hory Speiereck (2411 m n.m.). Na jih od obce se vypíná hora Katschberg (1641 m n.m.) s průsmykem Katschberg a horou Aineck (2210 m n.m). Jihem městečka protéká řeka Mur. Do konce ledna 1962 patřila obec do vlastního soudního okresu St. Michael im Lungau; od 1. února 1962 je součástí soudního okresu Tamsweg.

## Administrativní dělení
Městys sestává z pěti obcíː Höf (253 obyvatel), Oberweißburg (296 obyvatel), Sankt Martin (599 obyvatel), St. Michael im Lungau (2166 obyvatel) a Unterweißburg (213 obyvatel).

## Historie
První stopy osídlení podle archeologických nálezů pocházejí z pravěku, z doby bronzové a z halštatské kultury. Poté kolem roku 450 př. n. l. údolí osídlili Keltové, kteří se po příchodu Římanů v období 1. století př. n.l. stali součástí římské provincie Noricum. Římané vybudovali silnici Katchberským průsmykem do města Teurnia (později zvaného Tiburnia. V 6. století Římany z oblasti Lungau vyhnali Slované. Jejich vláda trvala přibližně 200 let. Z tohoto období pochází místní část s názvem Stranach. V 8. století Bajúwarové Slovany vytlačili na východ. Křesťanské misie byly završeny založením kostela a farnosti ve 12. století. Ve 13. století území ovládlo salcburské arcibiskupství.
V roce 1499 byl otevřen hostinec Wastlwirt, který na tomto místě provozuje do současnosti již šestá generace rodiny Baierů jako čtyřhvězdičkový hotel.
V 18. století se do obce přestěhoval soud, který patřil k hradu Moosham.
V roce 1822 byla ve sv. Michalovi postavena první sklářská dílna. Od konce 19. století se obec stala turistickým střediskem.

## Kultura a památky

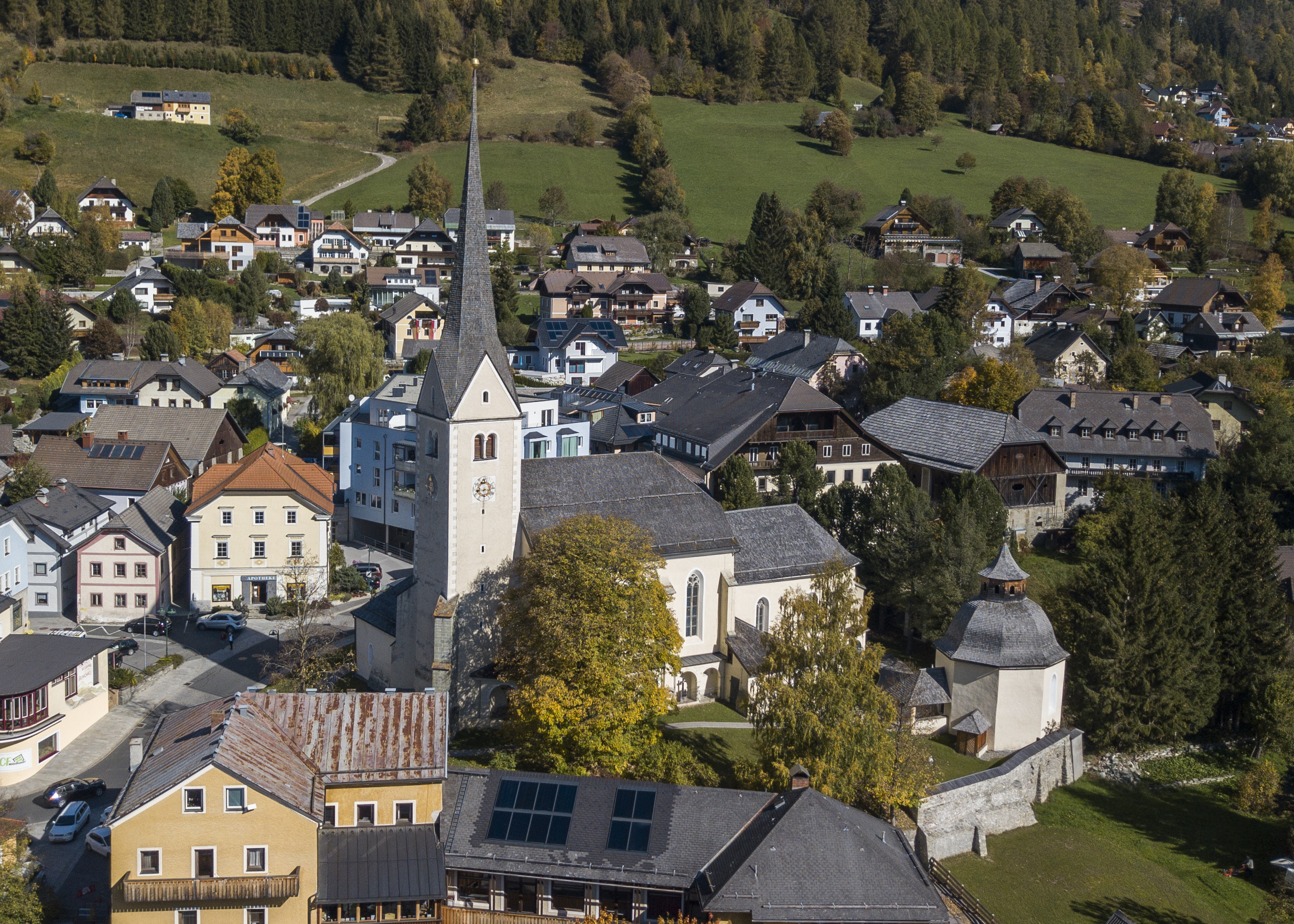
Kostel sv. Michaela

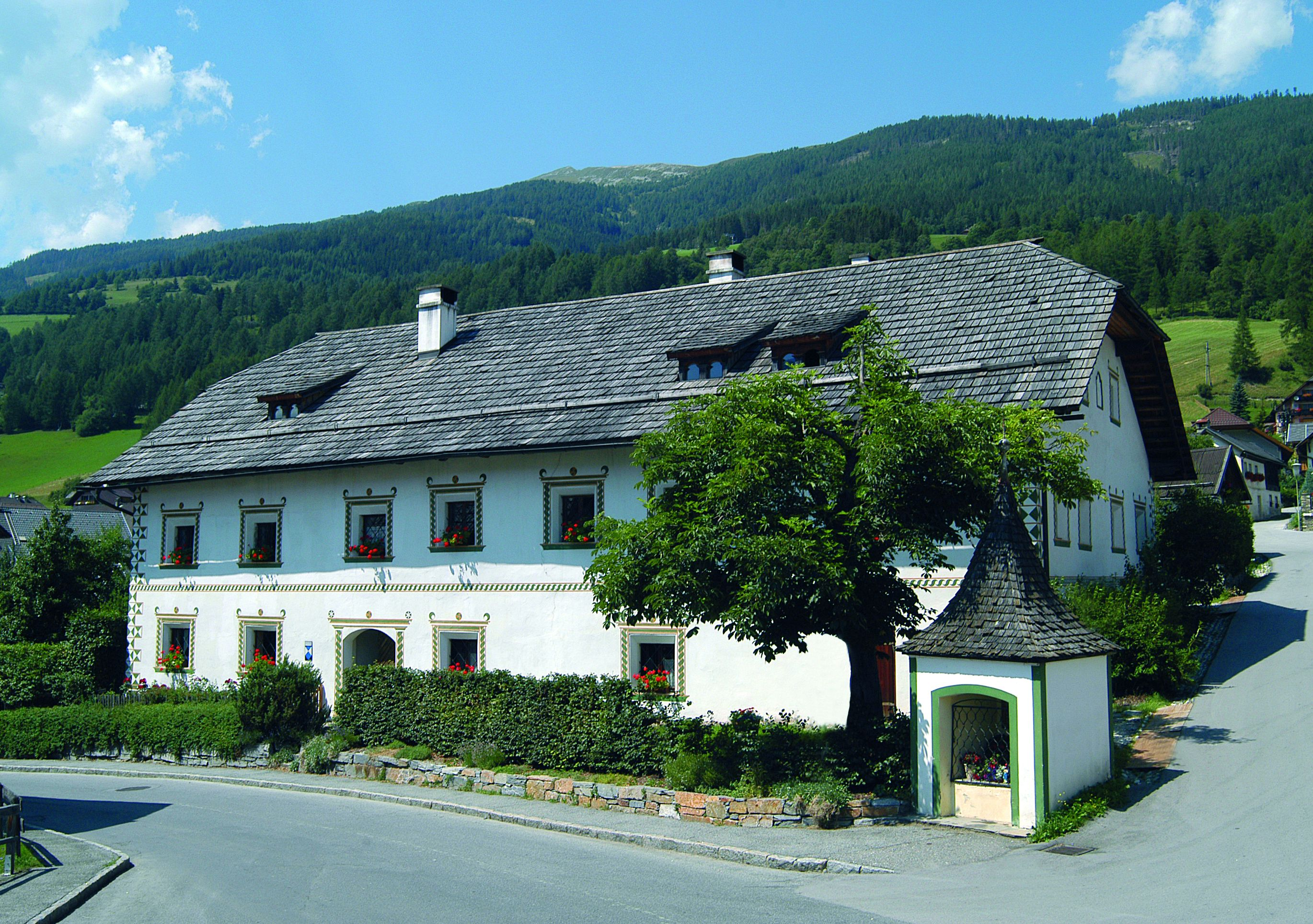
Heihsgut

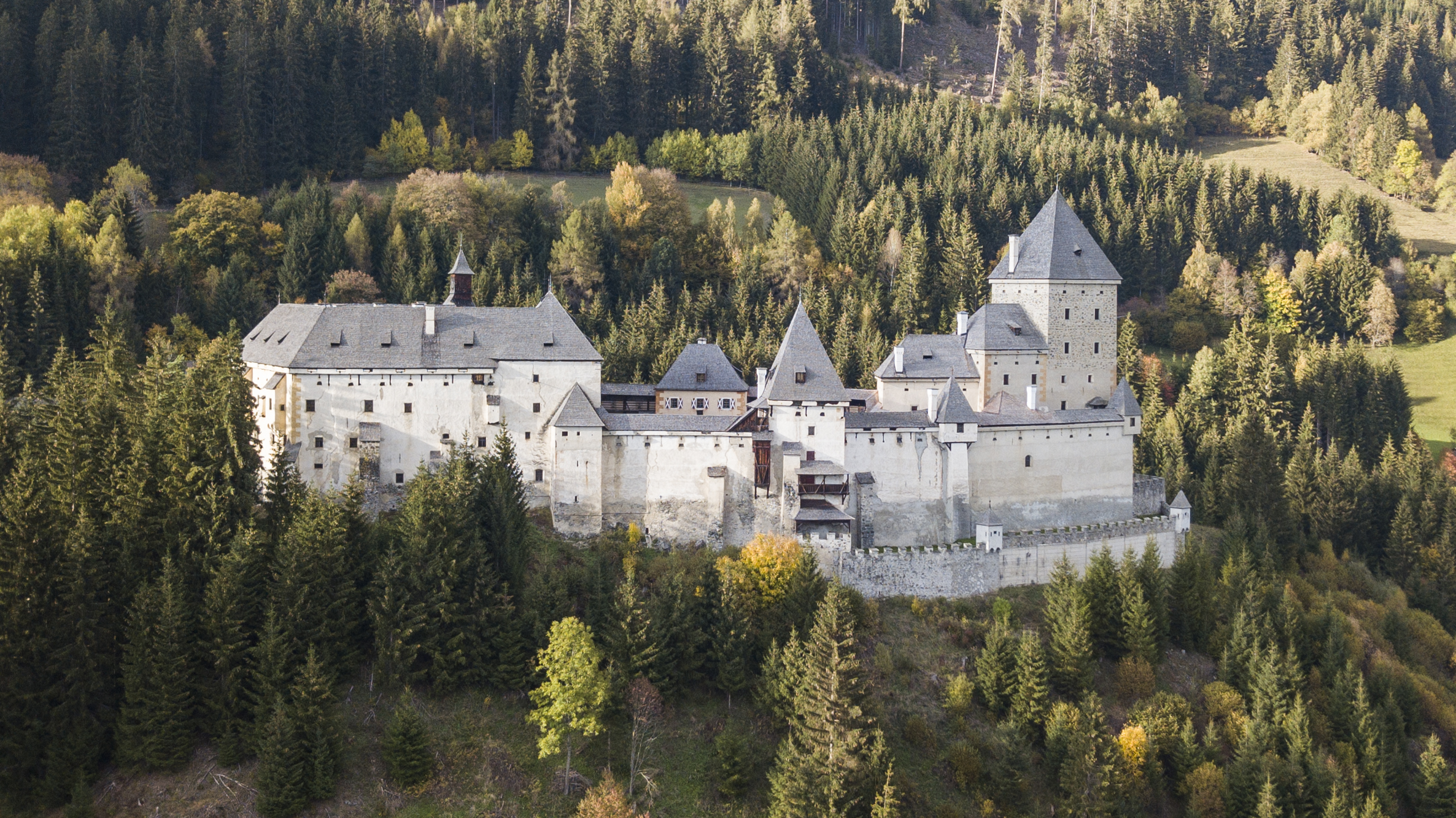
Hrad Moosham

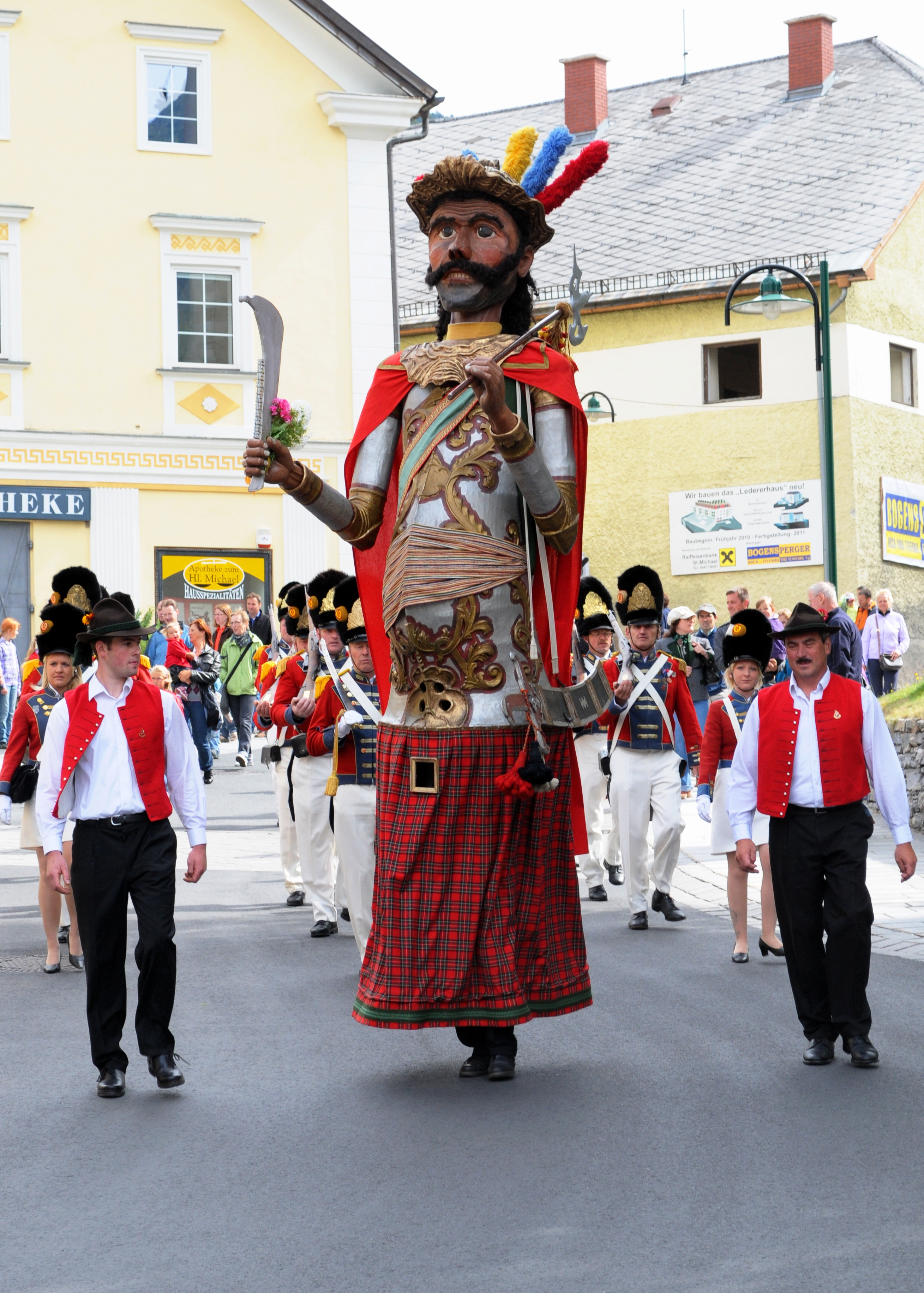
Slavnost nesení Samsona

- Katolický farní kostel Sv. Michaela v Lungau – jednolodní kostel s gotickou věží krytou jehlancovou střechou je dominantou obce; byl založen roku 1147, v základech a v presbytáři má románské zdivo, přestavěn byl v pozdní gotice a znovu vysvěcen roku 1513; na hlavním oltáři novogotická archa Poslední večeře Páně z roku 1908, s dřevořezbami od Josefa Bachlechnera, postranní oltáře mají barokní sochy z roku 1731; na dvoupatrové gotické kruchtě jsou obnovené barokní varhany z roku 1754; v jihozápadním koutě kostela přizděno torzo raně středověkého náhrobníku, nejsarší v Salcbursku, další náhrobky renesanční; kaple Čtrnácti svatých pomocníků s oltářem; osmiboká pohřební kaple sv. Wolfganga na bývalém hřbitově.
- Filiální kostel Sv. Martina
- Filiální a poutní kostel sv. Jiljí (St. Ägidiuskirche), západně od obce, původem románský, připomínaný roku 1278; při něm křížová cesta  a kaple kalvárie
- Filiální kostel v Oberweißburgu z roku 1912
- Heihsgut – horský lidový dům, jeden z nejstarších v Salcbursko-štýrských Alpách, připomínaný k roku 1487; v roce 1925 vyhořel, dochoval se jeden kazetový strop a černá kuchyně s pecí; malá sbírka keramiky a muzejní expozice designéra Dagoberta Pecheho

### Okolí
- Hrad a zámek Moosham - středověký hrad, založený roku 1197, od 13. století patřil salcburským arcibiskupům, roku 1577 byla jeho stavba rozšířena; roku 1790 dal arcibiskup Jeroným Colloredo na hradě zřídit okresní soud. Roku 1886 hrad zakoupil a regotizoval hrabě Johann Nepomuk Wilczek, jehož rodině patří dosud. Na hradě se roku 1969 natáčel rakouský horor o čarodějnických procesech (v anglické verzi s titulem Mark of the Devil), v roce 1973 druhý horor téhož tématu Hexen – geschändet und zu Tode gequält a v roce 1983 třetí.  V roce 1976 zde klavírista a zpěvák Cecil Taylor natočil album.

## Slavnosti
- Samsonův zvyk – tradiční lidová slavnost regionálního sebevědomí, při které se v průvodu kostýmovaných vojáků, hudebníků, měšťanů a turistů nosí jedna či více obřích soch mytického siláka Samsona[2]. Koná se v červenci nebo v srpnu.
- Pouť ke sv. Jiljí

## Osobnosti
- Jakob Strucker (1761–1824), spisovatel a válečný vyjednavač ve službách knížete arcibiskupa Jeronýma Colloreda
- Dagobert Peche (1887–1923), architekt a designér, narodil se zde
- Rudi Wilfer (1936–2022), Jazzový hudebník a skladatel

## Partnerská města
- Bad Leonfelden, Rakousko